# Moritz Kremslehner
Moritz Kremslehner (24 de junio de 2005) es un deportista austríaco que compite en piragüismo en la modalidad de eslalon. Ganó una medalla de plata en el Campeonato Europeo de Piragüismo en Eslalon de 2024, en la prueba de K1 por equipos.

## Palmarés internacional
| Campeonato Europeo | Campeonato Europeo | Campeonato Europeo | Campeonato Europeo |
| Año                | Lugar              | Medalla            | Competición        |
| ------------------ | ------------------ | ------------------ | ------------------ |
| 2024               | Tacen (Eslovenia)  | Medalla de plata   | K1 por equipos     |